# Fußball-Club Bayern München 2016-2017 (femminile)
Questa voce raccoglie le informazioni riguardanti la sezione di calcio femminile del Fußball-Club Bayern München nelle competizioni ufficiali della stagione 2016-2017.

## Stagione
Nella stagione 2016-2017 il Bayern Monaco ha disputato la Frauen-Bundesliga, massima serie del campionato tedesco femminile di calcio, totalizzando 52 punti in 22 giornate, frutto di 17 vittorie, un pareggio e 4 sconfitte, concludendo al secondo posto a 2 punti dal Wolfsburg, risultato che permette alla squadra di partecipare alla prossima edizione di UEFA Women's Champions League. Nella DFB-Pokal ha raggiunto i quarti di finale, dove è stato eliminato dal Wolfsburg, stesso risultato raggiunto in Champions League dove è stato eliminato dalle francesi del Paris Saint-Germain.
Bomber della squadra si riconferma l'olandese Vivianne Miedema, al Bayern dalla stagione 2014-2015, siglando 14 reti in campionato, alle quali si sommano le tre in Coppa di Germania e le otto in Women's Champions League.

## Maglie e sponsor
Le tenute di gioco erano le stesse utilizzate dal Bayern Monaco maschile.
| Casa | Trasferta | Terza maglia |

## Rosa
Rosa e numeri aggiornati al 2 ottobre 2016.
| N. |                        | Ruolo | Calciatrice            |
| -- | ---------------------- | ----- | ---------------------- |
| 2  | Stati Uniti (bandiera) | D     | Gina Lewandowski       |
| 3  | Paesi Bassi (bandiera) | D     | Stefanie van der Gragt |
| 5  | Svizzera (bandiera)    | D     | Caroline Abbé          |
| 6  | Germania (bandiera)    | D     | Katharina Baunach      |
| 7  | Germania (bandiera)    | C     | Melanie Behringer      |
| 8  | Germania (bandiera)    | C     | Melanie Leupolz        |
| 8  | Croazia (bandiera)     | C     | Ivana Slipčević        |
| 9  | Svizzera (bandiera)    | C     | Vanessa Bürki          |
| 10 | Paesi Bassi (bandiera) | A     | Vivianne Miedema       |
| 11 | Germania (bandiera)    | A     | Lena Lotzen            |
| 11 | Germania (bandiera)    | C     | Verena Wieder          |
| 13 | Giappone (bandiera)    | A     | Mana Iwabuchi          |
| 14 | Germania (bandiera)    | C     | Sarah Romert           |
| 14 | Svezia (bandiera)      | A     | Fridolina Rolfö        |
| 15 | Norvegia (bandiera)    | D     | Nora Holstad           |
| 16 | Stati Uniti (bandiera) | C     | Claire Falknor         |

| N. |                        | Ruolo | Calciatrice           |
| -- | ---------------------- | ----- | --------------------- |
| 18 | Scozia (bandiera)      | A     | Lisa Evans            |
| 19 | Austria (bandiera)     | D     | Carina Wenninger      |
| 20 | Germania (bandiera)    | D     | Leonie Maier          |
| 21 | Germania (bandiera)    | C     | Simone Laudehr        |
| 22 | Germania (bandiera)    | D     | Verena Faißt          |
| 23 | Germania (bandiera)    | C     | Ricarda Walkling      |
| 25 | Austria (bandiera)     | D     | Viktoria Schnaderbeck |
| 27 | Germania (bandiera)    | C     | Anna Gerhardt         |
| 28 | Paesi Bassi (bandiera) | P     | Jacintha Weimar       |
| 29 | Germania (bandiera)    | A     | Nicole Rolser         |
| 31 | Austria (bandiera)     | P     | Manuela Zinsberger    |
| 32 | Finlandia (bandiera)   | P     | Tinja-Riikka Korpela  |
| 33 | Germania (bandiera)    | C     | Sara Däbritz          |
| 36 | Germania (bandiera)    | C     | Sydney Lohmann        |
|    | Germania (bandiera)    | A     | Melike Pekel          |

## Calciomercato

### Sessione estiva
| Acquisti | Acquisti               | Acquisti           | Acquisti |
| R.       | Nome                   | da                 | Modalità |
| -------- | ---------------------- | ------------------ | -------- |
| P        | Jacintha Weimar        | CTO Eindhoven      |          |
| D        | Verena Faißt           | Wolfsburg          |          |
| D        | Stefanie van der Gragt | Twente             |          |
| C        | Anna Gerhardt          | Colonia            |          |
| C        | Simone Laudehr         | 1. FFC Francoforte |          |

| Cessioni | Cessioni          | Cessioni            | Cessioni |
| R.       | Nome              | a                   | Modalità |
| -------- | ----------------- | ------------------- | -------- |
| P        | Fabienne Weber    |                     |          |
| D        | Raffaella Manieri | Brescia             |          |
| C        | Verónica Boquete  | Paris Saint-Germain |          |
| C        | Laura Feiersinger | Sand                |          |
| C        | Jenny Gaugigl     | Sand                |          |
| C        | Ricarda Walkling  |                     |          |
| A        | Eunice Beckmann   | Boston Breakers     |          |

### Sessione invernale
| Acquisti | Acquisti | Acquisti | Acquisti |
| R.       | Nome     | da       | Modalità |
| -------- | -------- | -------- | -------- |
|          |          |          |          |

| Cessioni | Cessioni       | Cessioni           | Cessioni   |
| R.       | Nome           | a                  | Modalità   |
| -------- | -------------- | ------------------ | ---------- |
| C        | Claire Falknor | Houston Dash       | svincolata |
| A        | Mana Iwabuchi  | INAC Kobe Leonessa | svincolata |
| A        | Melike Pekel   | Metz               | svincolata |

## Risultati

### Frauen-Bundesliga

#### Girone di andata
| Arbitro: | Hussein (Bad Harzburg) |

|                      |           |             |
| Behringer 51’ (rig.) | Marcatori | 79’ Kayikçi |

| Arbitro: | Baitinger (Friesenheim) |

|  |           |             |
|  | Marcatori | 69’ Miedema |

| Arbitro: | Rafalski (Baunatal) |

|             |           |                         |
| Miedema 69’ | Marcatori | 32’ Dickenmann 76’ Popp |

| Arbitro: | Müller-Schmäh (Potsdam) |

|  |           |                 |
|  | Marcatori | 22’ Lewandowski |

| Arbitro: | Heimann (Gladbeck) |

|  |           |             |
|  | Marcatori | 43’ Laudehr |

| Arbitro: | Lohmeyer (Holtland) |

|                                           |           |         |
| Miedema 43’ Lewandowski 69’ Behringer 86’ | Marcatori | 51’ Heß |

| Arbitro: | Wacker (Lehrensteinsfeld) |

|  |           |             |
|  | Marcatori | 25’ Miedema |

| Arbitro: | Appelmann (Alzey) |

|            |           |  |
| Rolser 27’ | Marcatori |  |

| Arbitro: | Wozniak (Herne) |

|            |           |  |
| Miedema 8’ | Marcatori |  |

| Arbitro: | Wacker (Lehrensteinsfeld) |

|                  |           |                                    |
| Elsig 62’ (aut.) | Marcatori | 48’ Elsig 58’ (aut.) Holstad Berge |

| Arbitro: | Kunkel (Amburgo) |

|  |           |                               |
|  | Marcatori | 23’, 64’ Rolser 90+3’ Baunach |

#### Girone di ritorno
| Arbitro: | Appelmann (Alzey) |

|                         |           |                                            |
| Simon 31’ Petermann 63’ | Marcatori | 4’ Behringer 49’ Miedema 69’ Holstad Berge |

| Arbitro: | Kunkel (Amburgo) |

|                  |           |                       |
| Miedema 65’, 70’ | Marcatori | 38’ (aut.) Zinsberger |

| Arbitro: | Rafalski (Baunatal) |

|                            |           |  |
| Harder 14’ Kerschowski 83’ | Marcatori |  |

| Arbitro: | Weigelt (Lipsia) |

|            |           |  |
| Lotzen 10’ | Marcatori |  |

| Arbitro: | Hussein (Bad Harzburg) |

|          |           |  |
| Abbé 81’ | Marcatori |  |

| Arbitro: | Wacker (Lehrensteinsfeld) |

|  |           |                      |
|  | Marcatori | 81’ (rig.) Behringer |

| Arbitro: | Appelmann (Alzey) |

|                 |           |  |
| Miedema 5’, 43’ | Marcatori |  |

| Arbitro: | Heimann (Gladbeck) |

|                                                  |           |                        |
| Islacker 17’ (rig.), 71’ Groenen 20’ Hechler 80’ | Marcatori | 42’ Abbé 60’ Wenninger |

| Arbitro: | Diekmann (Dortmund) |

|  |           |                                    |
|  | Marcatori | 14’ Bürki 60’ Gerhardt 63’ Miedema |

| Arbitro: | Wozniak (Herne) |

|  |           |                                                 |
|  | Marcatori | 2’ Behringer 35’ Däbritz 44’ Rolser 79’ Miedema |

| Arbitro: | Wacker (Lehrensteinsfeld) |

|                  |           |  |
| Miedema 85’, 90’ | Marcatori |  |

### DFB-Pokal
| Arbitro: | Baitinger (Friesenheim) |

|  |           | |
|  | Marcatori | 14’, 83’ Leupolz 18’, 39’ Gerhardt 29’, 34’ Falknor 45’, 60’ Rolser 57’, 65’ Maier 67’ Miedema 73’, 78’, 85’ (rig.) van der Gragt 87’ Pekel |

| Arbitro: | Schwermer (Rieder) |

|  |           |                                                                                          |
|  | Marcatori | 2’, 9’, 56’ Miedema 33’, 50’ Däbritz 65’ (rig.) Baunach 67’ Laudehr 78’ (rig.) Wenninger |

| Arbitro: | Wozniak (Herne) |

|  |           |                                     |
|  | Marcatori | 73’ Wullaert 86’ (aut.) Lewandowski |

### UEFA Champions League
| Arbitro: | Esther Staubli |

|  |           |                                                                         |
|  | Marcatori | 6’ van der Gragt 26’, 57’ Miedema 38’, 63’ Leupolz 67’ (rig.) Behringer |

| Arbitro: | Marte Sørø |

|                                        |           |              |
| Gerhardt 6’, 38’ Evans 33’ Miedema 72’ | Marcatori | 39’ Harrison |

| Arbitro: | Sandra Bastos |

|                                         |           |  |
| Evans 41’ Rolser 45+2’ Miedema 52’, 75’ | Marcatori |  |

| Arbitro: | Stéphanie Frappart |

|  |           |                                            |
|  | Marcatori | 42’, 52’ Miedema 72’ Däbritz 90+2’ Holstad |

| Arbitro: | Pernilla Larsson |

|             |           |  |
| Miedema 72’ | Marcatori |  |

| Arbitro: | Carina Vitulano |

|                                      |           |  |
| Delie 4’ Cristiane 12’, 52’ Cruz 42’ | Marcatori |  |

## Statistiche

### Statistiche di squadra
| Competizione         | Punti | In casa | In casa | In casa | In casa | In casa | In casa | In trasferta | In trasferta | In trasferta | In trasferta | In trasferta | In trasferta | Totale | Totale | Totale | Totale | Totale | Totale | DR  |
| Competizione         | Punti | G       | V       | N       | P       | Gf      | Gs      | G            | V            | N            | P            | Gf           | Gs           | G      | V      | N      | P      | Gf     | Gs     | DR  |
| -------------------- | ----- | ------- | ------- | ------- | ------- | ------- | ------- | ------------ | ------------ | ------------ | ------------ | ------------ | ------------ | ------ | ------ | ------ | ------ | ------ | ------ | --- |
| Frauen Bundesliga    | 52    | 11      | 8       | 1       | 2       | 16      | 7       | 11           | 9            | 0            | 2            | 20           | 8            | 22     | 17     | 1      | 4      | 36     | 15     | +21 |
| DFB-Pokal der Frauen | -     | 1       | 0       | 0       | 1       | 0       | 2       | 2            | 2            | 0            | 0            | 23           | 0            | 3      | 2      | 0      | 1      | 23     | 2      | +21 |
| Champions League     | -     | 3       | 3       | 0       | 0       | 9       | 1       | 3            | 2            | 0            | 1            | 10           | 4            | 6      | 5      | 0      | 1      | 19     | 5      | +14 |
| Totale               | -     | 15      | 11      | 1       | 3       | 25      | 10      | 16           | 13           | 0            | 3            | 53           | 12           | 31     | 24     | 1      | 6      | 78     | 22     | +56 |

### Andamento in campionato
| Giornata  | 1 | 2 | 3 | 4 | 5 | 6 | 7 | 8 | 9 | 10 | 11 | 12 | 13 | 14 | 15 | 16 | 17 | 18 | 19 | 20 | 21 | 22 |
| --------- | - | - | - | - | - | - | - | - | - | -- | -- | -- | -- | -- | -- | -- | -- | -- | -- | -- | -- | -- |
| Luogo     | C | T | C | T | T | C | T | C | C | C  | T  | T  | C  | T  | C  | C  | T  | C  | T  | T  | T  | C  |
| Risultato | N | V | P | V | V | V | V | V | V | P  | V  | V  | V  | P  | V  | V  | V  | V  | P  | V  | V  | V  |
| Posizione | 5 | 5 | 7 | 6 | 5 | 4 | 3 | 2 | 2 | 3  | 3  | 3  | 3  | 3  | 3  | 3  | 3  | 3  | 3  | 3  | 2  | 2  |

Legenda:

Luogo: C = Casa; T = Trasferta. Risultato: V = Vittoria; N = Pareggio; P = Sconfitta.

### Statistiche delle giocatrici
| Giocatore        | Frauen-Bundesliga | Frauen-Bundesliga | Frauen-Bundesliga | Frauen-Bundesliga | DFB-Pokal der Frauen | DFB-Pokal der Frauen | DFB-Pokal der Frauen | DFB-Pokal der Frauen | Champions League | Champions League | Champions League | Champions League | Totale   | Totale | Totale      | Totale     |
| Giocatore        | Presenze          | Reti              | Ammonizioni       | Espulsioni        | Presenze             | Reti                 | Ammonizioni          | Espulsioni           | Presenze         | Reti             | Ammonizioni      | Espulsioni       | Presenze | Reti   | Ammonizioni | Espulsioni |
| ---------------- | ----------------- | ----------------- | ----------------- | ----------------- | -------------------- | -------------------- | -------------------- | -------------------- | ---------------- | ---------------- | ---------------- | ---------------- | -------- | ------ | ----------- | ---------- |
| C. Abbé          | 15                | 2                 | 1                 | 0                 | 3                    | 0                    | 0                    | 0                    | 2                | 0                | 1                | 0                | 20       | 2      | 2           | 0          |
| K. Baunach       | 12                | 1                 | 1                 | 0                 | 3                    | 1                    | 0                    | 0                    | 5                | 0                | 1                | 0                | 20       | 2      | 2           | 0          |
| M. Behringer     | 20                | 5                 | 6                 | 0                 | 1                    | 0                    | 0                    | 0                    | 5                | 1                | 1                | 0                | 26       | 6      | 7           | 0          |
| V. Bürki         | 7                 | 1                 | 0                 | 0                 | -                    | -                    | -                    | -                    | 1                | 0                | 0                | 0                | 8        | 1      | 0           | 0          |
| S. Däbritz       | 22                | 1                 | 2                 | 0                 | 2                    | 2                    | 0                    | 0                    | 5                | 1                | 0                | 0                | 29       | 4      | 2           | 0          |
| L. Evans         | 15                | 0                 | 0                 | 0                 | 3                    | 0                    | 0                    | 0                    | 6                | 2                | 0                | 0                | 24       | 2      | 0           | 0          |
| V. Faißt         | 11                | 0                 | 1                 | 0                 | 2                    | 0                    | 0                    | 0                    | 5                | 0                | 1                | 0                | 18       | 0      | 2           | 0          |
| C. Falknor       | -                 | -                 | -                 | -                 | 1                    | 2                    | 0                    | 0                    | 2                | 0                | 0                | 0                | 3        | 2      | 0           | 0          |
| A. Gerhardt      | 9                 | 1                 | 0                 | 0                 | 2                    | 2                    | 0                    | 0                    | 2                | 2                | 0                | 0                | 13       | 5      | 0           | 0          |
| N. Holstad Berge | 15                | 1                 | 0                 | 0                 | 1                    | 0                    | 0                    | 0                    | 4                | 1                | 0                | 0                | 20       | 2      | 0           | 0          |
| T-R. Korpela     | 12                | -8                | 0                 | 0                 | 2                    | -2                   | 0                    | 0                    | 5                | -4               | 0                | 0                | 19       | -14    | 0           | 0          |
| M. Iwabuchi      | 3                 | 0                 | 0                 | 0                 | -                    | -                    | -                    | -                    | -                | -                | -                | -                | 3        | 0      | 0           | 0          |
| S. Laudehr       | 7                 | 1                 | 2                 | 0                 | 1                    | 1                    | 0                    | 0                    | 3                | 0                | 0                | 0                | 11       | 2      | 2           | 0          |
| M. Leupolz       | 10                | 0                 | 0                 | 0                 | 1                    | 2                    | 0                    | 0                    | 1                | 2                | 0                | 0                | 12       | 4      | 0           | 0          |
| G. Lewandowski   | 21                | 2                 | 1                 | 0                 | 3                    | 0                    | 0                    | 0                    | 5                | 0                | 0                | 0                | 29       | 2      | 1           | 0          |
| S. Lohmann       | 4                 | 0                 | 0                 | 0                 | -                    | -                    | -                    | -                    | -                | -                | -                | -                | 4        | 0      | 0           | 0          |
| L. Lotzen        | 2                 | 1                 | 0                 | 0                 | 1                    | 0                    | 0                    | 0                    | 2                | 0                | 1                | 0                | 5        | 1      | 1           | 0          |
| L. Maier         | 17                | 0                 | 1                 | 1                 | 2                    | 2                    | 0                    | 0                    | 5                | 0                | 0                | 0                | 24       | 2      | 1           | 1          |
| V. Miedema       | 22                | 14                | 2                 | 0                 | 3                    | 4                    | 0                    | 0                    | 6                | 8                | 0                | 0                | 31       | 26     | 2           | 0          |
| M. Pekel         | 1                 | 0                 | 0                 | 0                 | 1                    | 1                    | 0                    | 0                    | -                | -                | -                | -                | 2        | 1      | 0           | 0          |
| F. Rolfö         | 5                 | 0                 | 0                 | 0                 | 1                    | 0                    | 0                    | 0                    | -                | -                | -                | -                | 6        | 0      | 0           | 0          |
| N. Rolser        | 16                | 4                 | 1                 | 0                 | 3                    | 2                    | 0                    | 0                    | 5                | 1                | 0                | 0                | 24       | 7      | 1           | 0          |
| S. Romert        | 3                 | 0                 | 0                 | 0                 | -                    | -                    | -                    | -                    | -                | -                | -                | -                | 3        | 0      | 0           | 0          |
| V. Schnaderbeck  | 12                | 0                 | 0                 | 0                 | -                    | -                    | -                    | -                    | 3                | 0                | 0                | 0                | 15       | 0      | 0           | 0          |
| I. Slipčević     | 1                 | 0                 | 0                 | 0                 | -                    | -                    | -                    | -                    | -                | -                | -                | -                | 1        | 0      | 0           | 0          |
| S. van der Gragt | 9                 | 0                 | 0                 | 0                 | 1                    | 3                    | 0                    | 0                    | 4                | 1                | 0                | 0                | 14       | 4      | 0           | 0          |
| R. Walkling      | -                 | -                 | -                 | -                 | -                    | -                    | -                    | -                    | -                | -                | -                | -                | -        | -      | -           | -          |
| J. Weimar        | -                 | -                 | -                 | -                 | ?                    | ?                    | ?                    | ?                    | ?                | ?                | ?                | ?                | 0+       | 0+     | 0+          | 0+         |
| C. Wenninger     | 19                | 1                 | 3                 | 0                 | 3                    | 1                    | 0                    | 0                    | 5                | 0                | 0                | 0                | 27       | 2      | 3           | 0          |
| V. Wieder        | 2                 | 0                 | 0                 | 0                 | -                    | -                    | -                    | -                    | 2                | 0                | 0                | 0                | 4        | 0      | 0           | 0          |
| M. Zinsberger    | 10                | -7                | 0                 | 0                 | 1                    | 0                    | 0                    | 0                    | 1                | -1               | 0                | 0                | 12       | -8     | 0           | 0          |